# 云桂骨碎补
云桂骨碎补（学名：Davallia amabilis），为骨碎补科骨碎补属下的一个植物种。
现接受名为大叶骨碎补（Davallia divaricata Blume）。